# George Johnston
George Johnston (Manchester, 1º settembre 1998) è un calciatore scozzese, difensore del Bolton.

## Caratteristiche tecniche
È un terzino destro.

## Carriera

### Club
Cresciuto nel settore giovanile del Liverpool, nel 2019 viene ceduto in Olanda al Feyenoord. Fa il suo esordio fra i professionisti il 12 settembre 2020 in occasione dell'incontro di Eredivisie vinto 2-0 contro il PEC Zwolle. Trovando poco spazio in Olanda viene dapprima prestato al Wigan e poi ceduto al Bolton nell'estate del 2021.

### Nazionale
Ha giocato nella nazionale scozzese Under-21.

## Palmarès

### Club

#### Competizioni nazionali
- Football League Trophy: 1

Bolton: 2022-2023